# Red Lake County
Red Lake County er et county i den amerikanske delstat Minnesota. Det ligger i de vestlige del af delstaten og grænser op til Pennington County i nord og mod Polk County i øst, syd og vest.
Red Lake Countys totale areal er 1.120 km² hvoraf 0 km² er vand. I 2000 havde Red Lake County 4.299 indbyggere. Administrativt centrum er i byen Red Lake Falls.
Red Lake County har fået sit navn efter floden Red Lake River.
47°53′N 96°06′V / 47.88°N 96.1°V